# 小行星2420
小行星2420（2420 Ciurlionis）是一颗围绕太阳公转的小行星。1975年10月3日，尼古拉·切爾尼赫在克里米亚发现了此天体。
該小行星以19世纪末至20世纪初的立陶宛作曲家、画家米卡洛尤斯·丘尔廖尼斯命名。
这颗小行星的绝对星等为198.33134等。